# Santiago (Alcácer do Sal)
Santiago (llamada oficialmente Alcácer do Sal (Santiago)) era una freguesia portuguesa del municipio de Alcácer do Sal, distrito de Setúbal.

## Historia
Fue suprimida el 28 de enero  de 2013, en aplicación de una resolución de la Asamblea de la República portuguesa promulgada el 16 de enero de 2013 al unirse con las freguesias de Santa Maria do Castelo y Santa Susana, formando la nueva freguesia de Alcácer do Sal (Santa Maria do Castelo e Santiago) e Santa Susana.

## Patrimonio
- Iglesia de Santiago (Alcázar del Sal)
- Iglesia del Convento de los Frailes, también conocida por Iglesia de San Antonio